# Ibrahim ad-Disuqi
Ibrāhīm ad-Disūqī bzw. Ibrahīm bin ʿAbd al-ʿAzīz Abū l-Madschd (arabisch إبراهيم بن عبد العزيز أبو المجد, DMG Ibrāhīm b. ʿAbd al-ʿAzīz Abū l-Maǧd), besser bekannt als El-Desouki (الدسوقي, DMG ad-Disūqī) (aus Desouk, Ägypten, 1255–1296), war ägyptischer Sufi und Imam. Er ist der Gründer des Desouki-Tariqa (Sufi-Ordens).

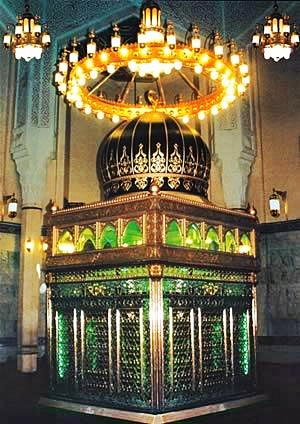
Mausoleum von Ibrahim ad-Disuqi

## Leben
Der Sufi-Autor stammte aus einer Sufi-Familie, die als Segensbringer berühmt war. Seine Schriften umfassen Poesie, Lehrmaterial über richtiges Verhalten, persönliche Gebete und autohagiographische Berichte über seine Wunder. Obwohl er in die Badawiya, Rifāʿīya und Suhrawardīya eingeweiht war, betonte er die innere Natur aller spirituellen Handlungen, denn der Sufi lebe wahrhaftig in der Zawiya des Herzens.
In dem hagiographischen Werk Ṭabaqāt al-kubrā  von asch-Schaʿrānī wird über ihn berichtet. John Renard zufolge ist er vielleicht der prominenteste Sufi, der darin gewürdigt wird.
Die Tradition des Ordens wurde in neuerer Zeit von dem sudanesischen Scheich Muhammad Uthman Abd al-Burhani (1902–1983) belebt (siehe auch unter Burhani).
Sein Orden, die Burhaniyya, der bis ins neunte Jahrhundert n.H. als Ibrahimiyya bekannt war, spaltete sich wie der Sufiorden Badawiyya in unabhängige Gruppen auf und verbreitete sich über Ägypten hinaus nach Syrien, Hedschas, Jemen und Hadramaut.
Sitz des europäischen Zentrums des Burhani-Ordens ist das von der Tariqa Burhaniya Stiftung in Salzhausen betriebene Haus Schnede bei Salzhausen in der Lüneburger Heide.

## Werke
- al-Dschawāhir